# La Grève des midinettes
La Grève des midinettes è un cortometraggio del 1911 diretto da André Heuzé.

## Proiezione
- Cinema Excelsior di Saint-Étienne il 5 maggio del 1911[2]